# Liang Hongyu
Liang Hongyu (chinois : 梁紅玉) (1102–1135) est une femme général chinoise de la dynastie Song, devenue célèbre à la suite de combats contre la dynastie Jin, menée par le peuple des Jürchens.
Son mari, Han Shizhong, est également général de la dynastie Song, renommé pour avoir résisté aux invasions de la dynastie Jin, avec Yue Fei.

## Jeunesse
Son père était commandant militaire à la frontière où la dynastie Song était de plus en plus menacée par la dynastie Jin, menée par les Jurchens. Il lui enseigne les arts martiaux et ses pieds n'étaient pas bandés.

## Postérité
Avec Qin Liangyu, Treizième sœur et la légendaire Hua Mulan, elle est une des femmes guerrières les plus connues en Chine(p87).